# زیلند (میشیگان)
زیلند، میشیگان (به انگلیسی: Zeeland, Michigan) یک شهر در ایالات متحده آمریکا با جمعیت ۵٬۵۰۴ نفر است که در میشیگان واقع شده‌است.